# Hermsdorf (Berlino)

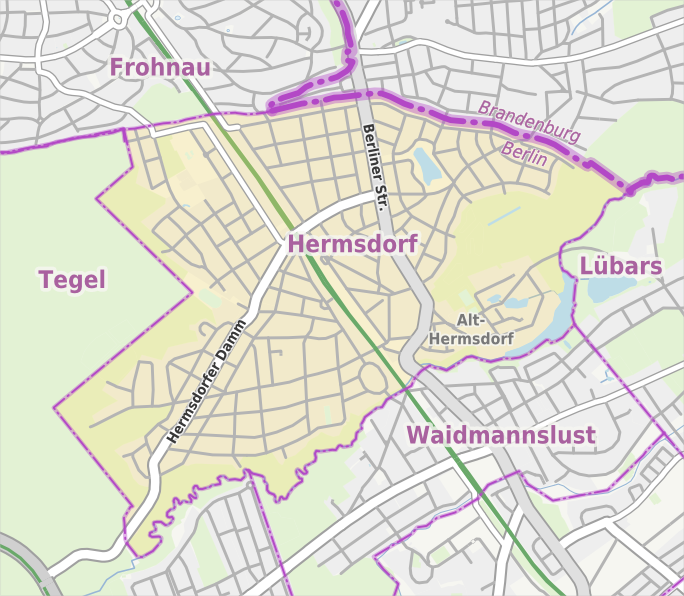
Mappa del quartiere

Hermsdorf è un quartiere di Berlino, appartenente al distretto di Reinickendorf.

## Storia
Già comune autonomo, venne annessa nel 1920 alla "Grande Berlino", venendo assegnata al distretto di Reinickendorf.